# A Garland for Linda
A Garland for Linda è un album tributo a Linda McCartney, pubblicato nel 2000 dall'associazione per la lotta contro il cancro The Garland Appeal. L'album contiene tracce di musica classica di dieci autori contemporanei, tra i quali Paul McCartney, John Rutter e John Taverner, registrate alla All Saint Church di Tooting, a Londra.

## Tracce
1. Silence and Music – 4:50 (musica: Ralph Vaughan Williams)
2. Prayer For The Healing Of The Sick – 8:53 (musica: John Tavener)
3. Water Lilies – 7:35 (musica: Judith Bingham)
4. Musica Dei Donum – 5:36 (musica: John Rutter)
5. The Doorway Of The Dawn – 4:53 (musica: David Matthews)
6. Nova – 6:28 (musica: Sir Paul McCartney)
7. I Dream'd – 3:30 (musica: Roxanna Panufnik)
8. Farewell – 3:30 (musica: Michael Berkeley)
9. The Flight Of The Swan – 6:16 (musica: Giles Swayne)
10. A Good-Night – 2:51 (musica: Sir Richard Rodney Bennett)

## Artisti coinvolti
- Paul McCartney
- Richard Rodney Bennett
- Michael Berkeley
- John Rutter
- John Tavener
- Ralph Vaughan Williams
- David Matthews
- Roxanna Panufnik
- Philippa Davies: Flauto
- Robert Cohen: Violoncello
- Coro:
Claire Hills: Soprano
Katherine Willis: Soprano
Henrietta Hillman: Alto
Fiona Robinson: Alto
Lorna Youngs: Alto
Paul Zimmerman: Tenore
Alex Hayes: Tenore
Michael King: Basso
Greg Masters: Basso
Chris E Williams: Basso
- Peter Broadbent: Direttore